# سومیکا میناموتو
سومیکا میناموتو (انگلیسی: Sumika Minamoto؛ زادهٔ ۲ مهٔ ۱۹۷۹) ورزشکار ورزش شنا اهل ژاپن است.
وی در مسابقات کشوری و بین‌المللی در مجموع برندهٔ ۳ مدال طلا، ۲ مدال نقره، ۷ مدال برنز شده‌است.